# Hadoram Shirihai
Hadoram Shirihai (Israël, 2 mei 1962) is een Israëlische ornitholoog en auteur. Hij is vooral belangrijk als deskundige op het gebied van de avifauna van Israël, zijn studies aan zeevogels en zeezoogdieren en (als een langetermijnproject) de fotografische documentatie van alle nog levende vogelsoorten van de wereld.

## Biografie
Shirihai is de zoon van een moeder die onderwijzeres was en een vader die dierkundige was. Hij groeide op in Jeruzalem en sinds hij 13 jaar werd is hij een verwoed vogelaar. Van 1981 tot 1988 werkte hij in Israël als ornitholoog bij de autoriteit belast met toezicht op de natuurreservaten en de Israëlische vereniging tot bescherming van vogels. 

### In Eilat
In 1984 richtte Shirihai in Eilat het International Birdwatching and Research Center Eilat (IBRCE) aan de Rode Zee. Via dit centrum werd ringonderzoek aan trekvogels verricht en vogeltrekwaarnemingen gedaan en als lange termijnreeksen opgeslagen. Hierbij coördineerde hij de jaarlijkse tellingen aan roofvogels die massaal in het najaar en vooral in het voorjaar langs Eilat trekken. Verder werkte hij sinds 1989 als freelance ornitholoog en als excursieleider voor vogelaars, schreef hij boeken over de avifauna van Israël en publiceerde wetenschappelijke artikelen over vogelstudie in Israëlische en internationale tijdschriften zoals Torgos, Birding World, Bulletin of the British Ornithologists’ Club, British Birds, Dutch Birding en Bulletin of the African Bird Club.
Het door hem geïnitieerde vogelringstation wordt beheerd door een niet-gouvernementele organisatie. De instelling ligt in een klein natuurreservaat aan de rand van Eilat, op een trekroute van vogels. Er zijn daar meer dan 400 soorten vogels waargenomen. Shirihai was de eerste directeur van dit centrum fungeerde daar als zodanig tot 1993. Het centrum wordt jaarlijks door meer dan 60.000 toeristen (vogelaars) van over de hele wereld bezocht. Daarnaast is Shirihai betrokken bij de inventarisaties van broedvogels en de beoordeling van waargenomen zeldzame vogelsoorten in Israël. Door zijn werk werd de lijst van in Israël waargenomen soorten verlengd met 50 nieuwe soorten, waarvan er tien nieuw zijn voor het hele West-Palearctisch gebied.

### Zeevogelexpert
Sinds het midden van de jaren negentig richt Shirihai zich op de studie van zeezoogdieren en zeevogels. Hij schreef hierover een veel gebruikte determinatiegids in het Engels, die vertaald is in onder andere het Nederlands. Hij ontwikkelde het Tubenoses Project. Hij is de enige ornitholoog die alle soorten en ondersoorten kent van de buissnaveligen: albatrossen, stormvogels en pijlstormvogels, alkstormvogeltjes en stormvogeltjes. Hij heeft al deze zeevogelsoorten gefotografeerd. Diverse soorten zijn door hem ontdekt of soms herontdekt zoals de Solomon-stormvogel (Pseudobulweria becki) en de vanuatustormvogel (Pterodroma occulta). Hij is nu fanatiek op zoek naar de mogelijk uitgestorven Jamaicaanse stormvogel (Pterodroma caribbaea).

## Publicaties (Selectie)
- Birdwatching in the Deserts of Israel, International Birdwatching Centre Eilat, 1993
- The Birds of Israel. Academic Press, London, 1996. ISBN 978-0126402551.
- The Macmillan Birder’s Guide to European and Middle Eastern Birds (met David A. Christie, geïllustrieerd door Alan John Harris), Macmillan, London, 1996
- Passerines and Passerine Migration in Eilat 1984-1993 (met John H. Morgan). International Birdwatching Centre Eilat, 1997
- Raptor Migration in Israel and the Middle East: A Summary of 30 Years of Field Research (met Reuven Yosef, Dan Alon, Guy M. Kirwan, Reto Spaar), IBRCE, IOC, SPNI, Eilat, 2000
- A Guide to the Birding Hotspots of Northern Israel (met James P Smith, Guy M Kirwan und Dan Alon) Israel Ornithological Center, SPNI, Tel Aviv, 2000
- A Guide to the Birding Hotspots of Southern Israel (met James P Smith, Guy M Kirwan und Dan Alon) Israel Ornithological Center, SPNI, Tel Aviv, 2000
- Sylvia Warblers (met Gabriel Gargallo en Andreas J. Helbig, geïllustrieerd door Alan John Harris und David Cottridge). A. & C. Black, London, 2001. ISBN 978-0691088334.
- A Complete Guide to Antarctic Wildlife The Birds and Marine Mammals of the Antarctic Continent and the Southern Ocean (geïllustrieerd door Brett Jarrett). Princeton University Press, 2002. ISBN 978-0691136660.
- Whales, Dolphins and Seals – A Field Guide to the Marine Mammals of the World (geïllustrieerd door Brett Jarrett). A. & C. Black, London, 2006 (Ned. vertaling: Shirihai, Hadoram, 2008. Gids van alle zeezoogdieren. Tirion Natuur. ISBN 978-90-5210-712-7)